# Старе Городище (Логойський район)
Старе Городище — (біл. Старыя Гарадзішча), село (веска) в складі Логойського району розташоване в Мінській області Білорусі, підпорядковане Логозинській сільській раді.
Село Старе Городище розташоване в центральних районах Білорусі, в північній частині Мінської області - орієнтовне розташування.